# Michael Krebs

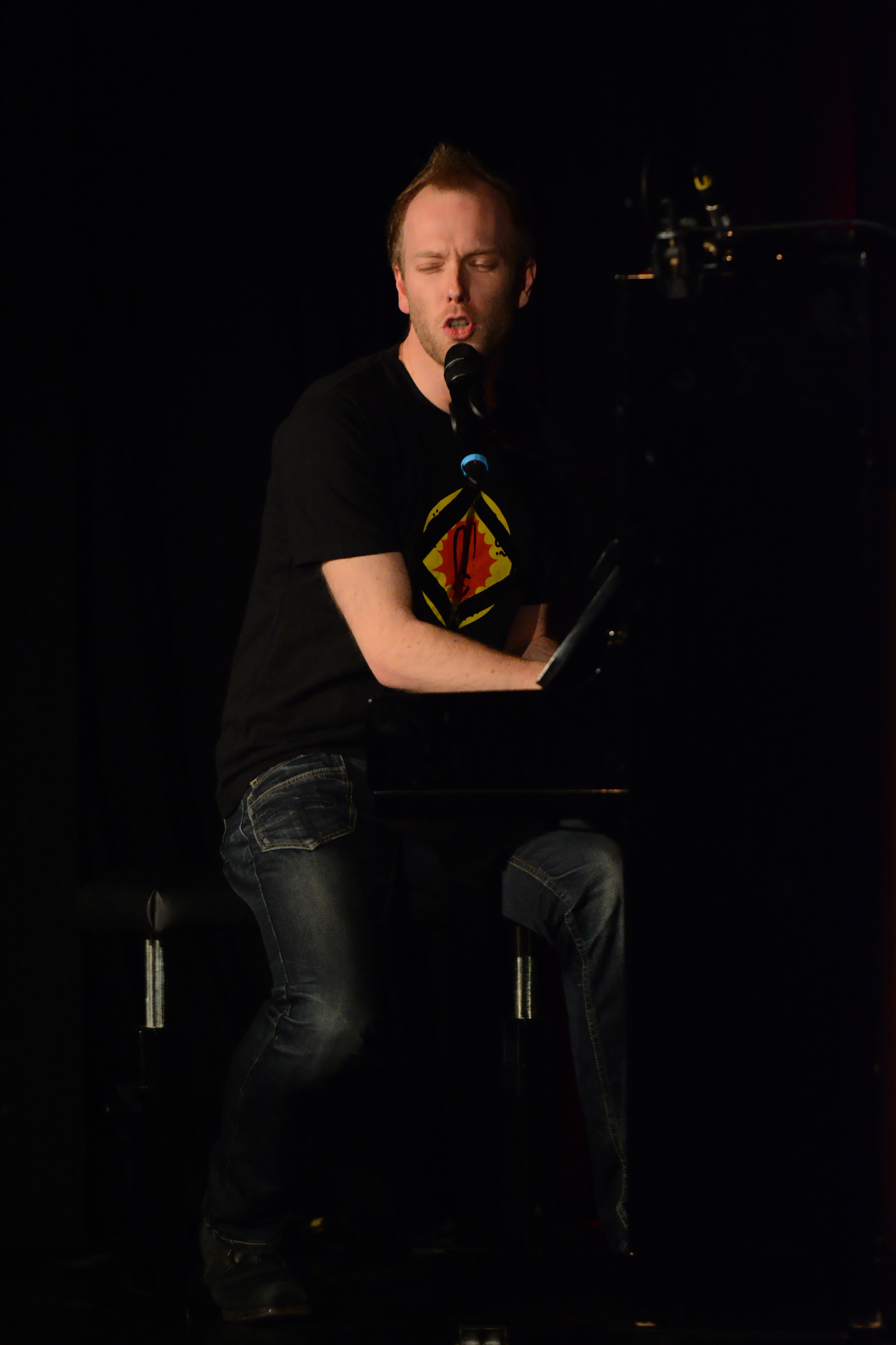
Michael Krebs bei einer Tourneevorstellung von Tegtmeiers Erben 2013 in der Stadthalle Mülheim

Michael Krebs (* 1974 in Schwäbisch Hall) ist ein in Berlin lebender deutscher Kabarettist, Moderator und Entertainer.

## Künstlerischer Werdegang
Michael Krebs besuchte ab 1993 die Musikhochschule Hamburg, die er als Jazzpianist abschloss. Danach spielte er in verschiedenen Bands.
1998 erhielt er seinen ersten Preis bei einem Wettbewerb für seinen Song Hausverbot bei Aldi, der damit den Grundstein für seine Kabarettisten-Karriere legte. 2003 landete er dann beim Hamburger Comedy Pokal im Finale und belegte den zweiten Platz. Sein erstes Soloprogramm Vom Wunderkind zum Spätentwickler hatte dann im April 2004 Premiere. Seitdem ist er mit einem stetig wechselnden Bühnenprogramm im gesamten deutschsprachigen Raum unterwegs und spielt um die 100 Auftritte im Jahr. Zusammen mit seiner Band Die Pommesgabeln des Teufels tourte Krebs unter anderem mit Marc-Uwe Kling und Julius Fischer. Mit Letzteren bildet er seit 2015 die Arbeitsgruppe Zukunft.
Bis heute gewann er zahlreiche Kleinkunstpreise, veröffentlichte vier Solo-CDs, war im TV u. a. bei Ottis Schlachthof, Nightwash, der Aktuellen Schaubude und (als „MC Pussyfind“) in Pufpaffs Happy Hour zu sehen und trat auf vielen renommierten Kabarettbühnen auf, wie der Hamburger Sideshow und in Thomas Hermanns Quatsch Comedy Live-Show. Preisträger wurde er beim Hamburger Comedy Pokal, beim Niedersächsischen Kleinkunstpreis und vielen anderen Wettbewerben.
Seine CDs wurden von Ramon Kramer produziert.

## Privates
Michael Krebs lebt in Berlin.

## Werke
- Vom Wunderkind zum Spätentwickler, 2004
- Die Erotik Explo:schn Road Show, The Official Bootleg, 2009
- Flüsterfuchs? Nein Danke!, 2012
- Die Singles, Vol.1, 2012
- Wellnessalarm, 2015
- An mir liegt's nicht, 2016
- Hat mir gefallen, 2021
- Die Singles, Vol. 2, 2023

## Auszeichnungen
- 2003: 2. Platz beim Hamburger Comedy Pokal
- 2005: Sprungbrett
- 2005: Tuttlinger Krähe
- 2005: Bielefelder Kabarettpreis  1. Platz
- 2008: Scharfe Barte
- 2009: Niedersächsischer Kleinkunstpreis
- 2011: Kleinkunstpreis Baden-Württemberg, Förderpreis
- 2012: St. Ingberter Pfanne, Publikumspreis
- 2012: Stuttgarter Besen
- 2012: Aschaffenburger Maulaff
- 2014: Mindener Stichling
- 2015: Spezialist[4]